# Bellevalia saviczii
Bellevalia saviczii är en sparrisväxtart som beskrevs av Jurij Nikolajevitj Voronov. Bellevalia saviczii ingår i släktet Bellevalia och familjen sparrisväxter. Inga underarter finns listade i Catalogue of Life.